# Poá
Poá é um município brasileiro do estado de São Paulo, localizado na Região Metropolitana de São Paulo e Alto Tietê. É considerado um município de interesse turístico pela legislação estadual e autodenominada Estância Hidromineral por legislação municipal.
O principal setor da economia de Poá é o de serviços, já que a instalação de indústrias poluentes foi dificultada a partir de 1970, ano em que se tornou estância. Em território, é um dos menores municípios do estado de São Paulo (maior apenas que Águas de São Pedro e São Caetano do Sul). A verticalização do centro da cidade é desestimulada, com o intuito de preservar o clima interiorano que a cidade possui, com ruas estreitas e a preservação de vários prédios antigos.
Mesmo não sendo o mais rico da região (considerando-se o PIB), Poá supera seus vizinhos em vários indicadores sociais, sinalizando portanto que o crescimento econômico de Poá é mais igual e sustentável que em outras cidades, e que sua população possui qualidade de vida melhor, se valendo de equipamentos públicos (escolas, parques e unidades de saúde) melhores e potencial de consumo médio e uniforme. Nos últimos anos o município acumulou bons resultados em índices sociais, como o Índice de desenvolvimento humano (IDH), o Índice de desenvolvimento infantil (IDI) e o Índice de desenvolvimento da educação básica (IDEB); neles, Poá supera todos os municípios da região. Em 2007 foi considerada uma das cidades mais seguras da Grande São Paulo, mais precisamente a 5ª, atrás apenas de São Caetano do Sul, Barueri, Caieiras e Mogi das Cruzes.
Por possuir tantas características saudáveis (como respeito à Lei de Responsabilidade Fiscal, investimentos em projetos sociais e de infraestrutura, criação de projetos sociais para atendimento a idosos, crianças, adolescentes, cursos profissionalizantes, ampliação do número de empresas e de estabelecimentos comerciais que geram emprego e renda, intensificação das campanhas de vacinação e de programas de saúde, ampliação do índice escolar e cultural, alcançando toda a população), Poá foi considerada, em 2008, pela revista Gazeta Mercantil como a 213ª cidade mais dinâmica do Brasil, 79ª entre os 645 municípios paulistas, e 1ª entre os municípios da Região do Alto Tietê.

## Estância hidromineral
Poá é um dos onze municípios paulistas considerados estâncias hidrominerais pelo estado de São Paulo, por cumprirem determinados pré-requisitos definidos por lei estadual. Tal status garante a esses municípios uma verba maior por parte do estado para o desenvolvimento do turismo regional. Além disto o município adquire o direito de agregar junto ao seu nome o título de estância hidromineral, termo pelo qual passa a ser designado tanto pelo expediente municipal oficial quanto pelas referências estaduais.

## Toponímia
Há duas versões com referência à origem do nome de Poá. Uma delas parte de David Jorge, do Arquivo Histórico do Estado de São Paulo, que a pedido do vereador José Garcia Simões da Rocha efetuou um levantamento sobre o assunto.
David Jorge concluiu que o nome Poá veio do nome Itrapuá, Itapoá e depois Poá. Baseou-se em documentos constantes nos arquivos paróquias de Mogi das Cruzes feitos no ano de 1856. Lá contava o "o registro de uma das terras de Campo Grande no lugar denominado Itrapuá, junto ao córrego do mesmo nome, pertencente a Maria Luiza da Conceição".
O francês citado por Vanderlei dos Santos, Milliet de Saint Adolphe editou em Paris em 1845 o "Dicionário Geográfico e Histórico do Império do Brasil", em 2 volumes pouco depois de visitar as terras desta região. Milliet passou obrigatoriamente por Poá, vindo de Mogi das Cruzes para Itaquaquecetuba em meados de 1840 e a respeito deste local que já se denominava Poá, teceu a seguinte consideração "Lugar de apartamento de caminhos. Encruzilhada da estrada de Mogi das Cruzes para Itaquaquecetuba ou para Guaió".
Mais tarde outro historiador, João Mendes de Almeida, explicou a origem de Poá da seguinte maneira: "Poá é corruptela de "Piâ" - apartamento de caminho. O item som gutural. Os indígenas, para designarem encruzilhadas dizem "pe-a-çai-pá", mas sendo simples desvio ou galhos de caminho aberto a palavra era ïb-apaá-á que abreviada ficava api-á". Logo, de acordo com esta versão, Poá significa "bifurcação de caminhos" função que o lugar exerceu durante os primórdios quando era passagem de viajantes que vinham do Rio de Janeiro, Mogi indo para Itaquá ou Santa Isabel, ou que vinham de Santos indo para a capital São Paulo, Mogi ou Santa Isabel. Isso até a década de 1920 quando então se abriu a nova São Paulo-Rio, a Via Dutra.

## História

### Início
A história de Poá começa em 1621, com a formação de um povoado em terra de missionárias da Ordem dos Carmelitas. Sendo cortada pela Estrada São Paulo – Rio (atual SP-66), Poá, chamada na época de "Apoá", era distrito do município Mogi das Cruzes; um local pouco povoado e ponto de parada de tropeiros e outros viajantes.
Entre os viajantes, o imperador Dom Pedro I. Outros viajantes que passaram por Poá na época, relataram haver "em torno de Mogy – Mogi das Cruzes -, certo surto agricultural e que contudo entorpecera naquele momentos, por falta de braços causada pela partida das milícias paulistas para a Cisplatina e pela fuga de muitos homens de condição humilde, receosos de recrutamento". Este relato foi pelos naturalistas bávaros, Johann Baptist von Spix e Carl Friedrich Philipp von Martius, enviados ao Brasil em missão científica pelo Rei da Baviera, Maximiliano II em 1817.

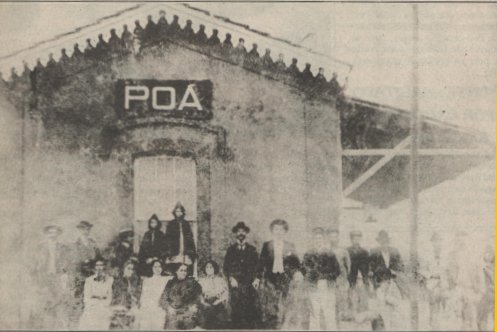
Primeiro prédio da Estação Poá, construído em 1891.

Em 1877, os poucos moradores da região reivindicavam a construção de uma estação de trem entre as estações Lageado (atual Guaianases) e Mogi das Cruzes. Poá, como distrito de Mogi das Cruzes, enviou ofício contendo a solicitação à Câmara do município. Por ser próxima a Itaquaquecetuba, Arujá e Santa Isabel, a construção da estação foi aprovada e serviu inicialmente para escoar a produção agrícola da região à Capital. Da mesma forma como em outras cidades, a estação de trem foi fundamental para o crescimento populacional e econômico do município.
Sete dias depois da proclamação da República, o Governo Provisório modificou o nome da linha férrea que passa pela região de "Estrada de Ferro Dom Pedro I" para Estrada de Ferro Central do Brasil. Por meio de um decreto federal, foi autorizado e feito o ajuste de bitola para a incorporação da estrada de ferro "São Paulo - Rio de Janeiro" à EFCB. Assim que foi integrada à Central do Brasil, os trens começaram a fazer parada em Poá e em 11 de abril de 1891 finalmente inaugurada a Estação Poá para transporte de passageiros. A partir daí o povoamento foi mais rápido.
A Linha Variante, conhecida como Variante de Poá da EFCB, foi inaugurada na Gestão Epitácio Pessoa, em 7 de fevereiro de 1926. O ramal ferroviário foi entregue à população, iniciando então o desenvolvimento do bairro de Calmon Viana. Mas o início da operação comercial foi realmente só em maio de 1934. A Estação Poá era o ponto para onde convergiam carregamentos de lenha e produção agrícola de Poá e das cidades vizinhas. A movimentação permitiu então o desenvolvimento comercial do centro da cidade, principalmente nas avenidas de acesso. Atualmente a Estação Poá faz parte da Linha 11 assim como a Estação Calmon Viana, que também faz parte da Linha 12, a antiga Variante de Poá.

### Processo de emancipação
Depois do fim da Segunda Guerra Mundial, e a explosão demográfica da Grande São Paulo, a sua típica paisagem rural vai acabando, graças à facilidade de acesso pela linha da Estrada de Ferro Central do Brasil e a existência de terrenos a baixo custo.
Houve um intenso processo de urbanização e a abertura de novas ruas e avenidas. O então Distrito de Poá crescia rapidamente, mas as autoridades de Mogi das Cruzes não faziam novas benfeitorias, nem mesmo meros prolongamentos de calçamentos e substituições de pontes, o que irritava os moradores da época. Por este motivo, no dia 6 de julho de 1947, vários cidadãos foram a então sede da Subprefeitura de Poá com o propósito de pleitear a elevação do distrito a categoria de município. A reunião foi presidida por José Garcia Simões da Rocha, servindo como secretários, Bruno Rossi e Euclides Greenfield, primeiro e segundo respectivamente.Outros nomes que participaram da comissão para emancipação foram Lorehy Novazzi, Farid Domingues e dr.Guido Guida, que residindo na vila de Poá, eram vereadores na câmara de Mogi das Cruzes.
Houve muita resistência da Câmara Municipal de Mogi das Cruzes, a fim de evitar que Poá e Suzano se emancipassem e deixassem de serem distritos de Mogi. Depois muita luta jurídica, processos e plebiscitos, constatou-se que Poá atendia os requisitos mínimos para se emancipar. Finalmente, pela lei estadual nº 233 de 24 de dezembro de 1948 que fixa o Quadro Territorial, Administrativo e Judiciário do Estado, a vigorar no quinquênio 1949-1953, Poá é elevada a categoria de município, constituindo-se de dois distritos: o Distrito da Paz (região noroeste de Poá) e o Distrito de Ferraz de Vasconcelos.
Legalmente, Poá começou a viver sua vida independente de Mogi das Cruzes no dia 1 de janeiro de 1949. Apesar de ter sido instalado naquele 1º de janeiro, somente no dia 26 de março de 1949 é que foi instalada a Câmara Municipal, com a posse dos prefeitos e vereadores que haviam sido eleitos no dia 13 de março. Nesta data, 26 de março, é que se comemora o aniversário do município.

### Criação da comarca
A Comarca de Poá foi instalada no dia 12 de agosto de 1967, três anos depois de criada. O secretário de Justiça da época, Anésio de Paula e outras autoridades compareceram a solenidade. A Comarca de Poá desde então tem jurisdição sobre Ferraz de Vasconcelos, mesmo com a emancipação político-administrativa dessa localidade. Antes de ser sede de Comarca, Poá pertenceu respectivamente a Mogi das Cruzes e Suzano.

### Primeiros povoadores

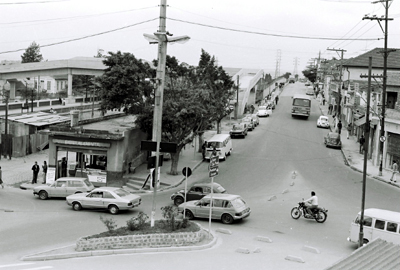
Cruzamento da Avenida Brasil e Rua 26 de Março, na atual Praça Elias Yousseff Tannous - década de 1970.

No princípio de sua formação, Poá via-se em constante decadência populacional, assim sendo também com as regiões vizinhas. Suprimiu-se através de decreto em 1832, o Distrito de Itaquaquecetuba, a quem pertencia Poá. Mesmo assim, e diante do despovoamento característico da formação brasileira em geral, Poá voltou a ser distrito de Itaquá através de decreto que a reintegrou em 28 de fevereiro de 1838, ficando assim por mais 80 anos. Por volta de 1891, quando foi inaugurada a Estação de Poá, havia poucos moradores na cidade, entre os quais as famílias de José Boinn, João José de Godoy, Paulo Augusto de Miranda, Antonio Alves, Narciso Lucarini, Jorge Tomé e Armindo Dias Ferreira.
Em 1897, o capitão Francisco Inácio, casado com Julia Pita da Silva veio para o povoamento e aqui viu abertas uma poucas ruas: Dom Pedro I, Joaquim Nabuco, Gago Coutinho, Sacadura Cabral, Barão do Rio Branco, Prudente de Moraes, Firmina de Lima, 15 de Novembro, Dario Carneiro, Jair de Godoy e Sete Setembro,
No centro da cidade, conforme planta topográfica encontrada, constava que em 1899 havia apenas sete casas residenciais. Três delas situavam-se na atual rua 26 de Março e as quatro restantes na rua Coronel Benedito de Almeida, Avenida Brasil e ao lado da Estação.

### Divisas

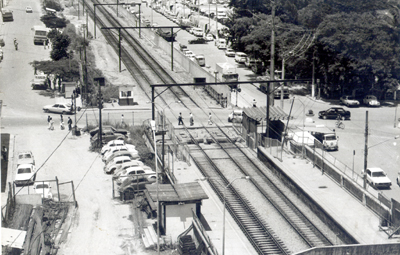
Passagem de nível ao lado da Estação Poá, na década de 1970, fechada após a construção do viaduto no Centro.

No início Poá possuía 60 km² de superfície territorial, e hoje tem apenas 17 km². O município perdeu muito território por causa da forma precária como eram feitas as demarcações de limites antigamente. Outro motivo foi a desmembração territorial de Ferraz de Vasconcelos e o plebiscito que levou parte de Poá para Suzano. A exceção foi em janeiro de 1949, quando o Distrito de Paz de Poá ganhava uma faixa de terra do Distrito de Paz de Lageado (Guaianazes). Daí houve uma série de desmembrações:
- 1944: Poá perde uma faixa de terra para Itaquaquecetuba, ficando então com 54 km².
- 1947: Quando foi criado o Distrito de Paz de Poá, o 2º subdistrito de Ferraz de Vasconcelos ficou com mais uma faixa de terra de Poá, quando se emancipou.
- 1963: Num plebiscito realizado em 10 de dezembro de 1963, mais outra área num total de 19 km² foi desmembrada de Poá e anexada à Suzano. A região é o atual bairro Guaió ou Fernandes. O município de Poá conta com uma área total de 17 km², sendo 14 km de área urbana e 3 km de área rural.

O problema com as divisas de Poá, mesmo na época de distrito, foi motivo de disputa entre as Câmaras de Mogi e São Paulo. Os legisladores da época sempre esbarravam em empecilhos que dificultavam a clareza quanto à definição das divisas de Poá.
Contudo acabou sendo usado como referência documento de março de 1865, em que o Presidente da Província de São Paulo, João Crispiniano Soares sancionou a lei nº 763 de 18 março de 1865 dando o primeiro passo para delimitar núcleos do povoamento, entre eles o então subdistrito de Poá. Trecho do documento da época:
"Passa pelo rio Tanquinho acima, a passar pela Fazenda do Ithaim, descendo pelo mesmo rio até o rio Três Pontes e deste até terminar no Rio Tietê".
Considerando a cartografia atual, concluísse que a divisa de Poá passava junto ao local onde atualmente está à Estação Ferraz de Vasconcelos. Se não fosse as formas primitivas de demarcação de território, os hoje bairros ferrazenses: Vila Correia, Jardim Ferrazense e Jardim Pérola e até parte do Centro de Ferraz, seriam território de Poá.
Ainda na década de 1960 era difundido erroneamente nas escolas, que a área oficial do município fazia divisas com Mauá, Ribeirão Pires, Suzano, São Paulo, Ferraz de Vasconcelos e Itaquaquecetuba, e mais antigamente com Mogi das Cruzes. Aos poucos, com o passar dos anos, Poá perdeu mais áreas para Ferraz de Vasconcelos que se emancipou, e grande parte da área rural para Suzano.

### Primeiras escolas

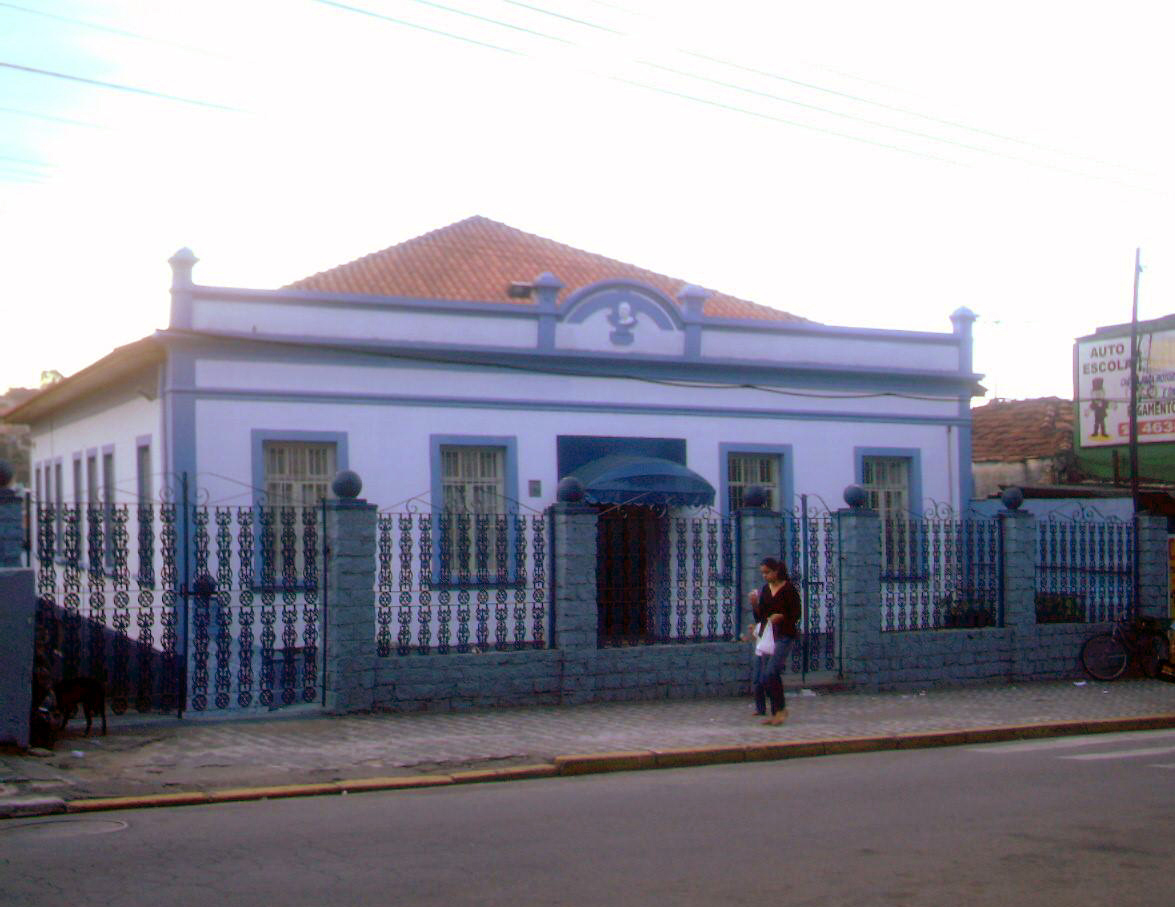
EMEI Padre Eustáquio, na Rua 26 de Março, primeiro grupo escolar de Poá.

Pouco antes de 1900 o número de crianças em Poá já era bastante para que fosse criada na localidade uma escola primária. Foi então que o governador do Estado, Bernardino de Campos criou a Escola Pública de Poá, através da Lei nº 101 de 24 de setembro de 1892. Funcionando na conhecida "Casa da Francesa" na rua paralela à estrada de ferro, e próxima ao prédio de propriedade da Prefeitura e já como grupo escolar, lá funcionou por alguns anos, passando mais tarde a ocupar o prédio na rua 26 de Março, no Abrigo Batuíra com o nome de "Escolas Reunidas de Poá", deixando o prédio do Batuíra, as instalações foram para o Grupo Escolar de Poá, prédio que abrigou o "Grupo Padre Eustáquio" na rua 26 de Março, onde está atualmente uma escola infantil municipal. Há muitas contradições nas informações sobre as primeiras escolas de Poá, isto porque as aulas eram dadas muitas vezes em um cômodo na própria casa da professora. Havia escolas mistas, e só femininas ou masculinas.
Em 2008 Poá obteve, de acordo com o Ministério da Educação do Brasil, a melhor nota por município no IDEB (Índice de Desenvolvimento da Educação Básica) da Região do Alto Tietê. Com média de 5,1 entre as escolas de ensino fundamental, é considerado um município com boa qualidade de ensino.

### Detalhes históricos

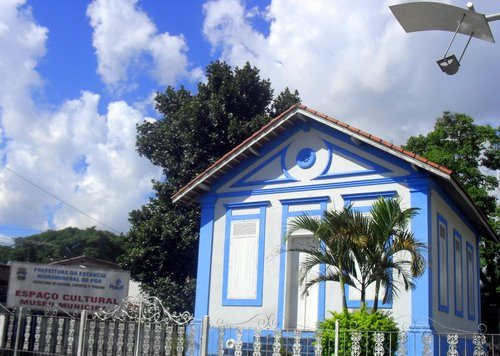
Antiga casa do chefe da estação, ao lado da Estação Poá, hoje abrigando o Centro Cultural Casa da Estação.

- Em fevereiro de 1919 deu-se o início da reforma e limpeza da estrada de ligação entre Poá e Mogi das Cruzes, sendo estes serviços executados por prisioneiros da cadeia pública de Mogi, e guardados por soldados do Estado, com autorização expressa do secretário da segurança Eloy Chaves.
- A primeira Agência Postal da cidade foi inaugurada no ano de 1944, sendo que sua primeira agente Antonieta Maria da Fonseca que foi também a 1ª telefonista de Poá.
- Com a companhia pró-emancipação de Poá, a cidade viu surgir três jornais: "A Voz de Poá", "Tribuna de Poá" e "Gazeta de Poá", sendo que só o primeiro vingou e existiu durante muitos anos. Um dos fundadores é Subhi Alexandre Maluf e mais tarde passou a se chamar "A Voz do Subúrbio", circulando de 1949 a 1958. O primeiro prefeito de Poá, José Lourenço Marques, foi quem teve o primeiro jornal da cidade: Poá Jornal, o qual era feito na Tipografia Suburbana, de sua propriedade.
- O 1º médico a se instalar em Poá foi Gutemberg Perrone. Seu consultório médico ficava situado num antigo prédio demolido, em cujo terreno está o edifício localizado ao lado da praça dos Expedicionários. Consta que ele era médico da Santa Casa de Guararema, uma das únicas da região depois de Mogi das Cruzes. Nesta época, o 2º médico de Poá, Dr. Guido Guida, estudava medicina no CPOR - Centro Preparatório de Oficiais de Reserva.
- Poá foi uma das cidades que serviram de moradia provisória ao médico alemão Josef Mengele, nazista conhecido como anjo da morte, já que realizava experimentos e causou a morte de milhares. O médico fugiu para são paulo em meados dos anos 70, pois exercia medicina ilegalmente no paraná, estado para onde fugiu também após morar no Paraguai e Argentina. O médico viveu em Poá e Mogi das cruzes, antes de morrer afogado em Bertioga, no ano de 1979.
- A Casa da Francesa ou Casa das Francesas era famosa na cidade. Era propriedade de uma família francesa que possuía uma luxuosa mansão localizada próximo de onde foi construído atualmente o conjunto Alvorada. Pelos registros suas salas foram utilizadas, depois de vazias, para salas de aula.
- O Coreto de Poá era uma atração importante para a cidade. Estava situado onde hoje existe um posto de gasolina, na praça João Pessoa.

## Geografia
- Área Urbana: 14 km²
- Área Rural: 03 km²
- Água tratada:[15] 93,9%
- Coleta de lixo: 99,52%
- Esgoto tratado: 87,43%[16]

### Distâncias
- 5 km de Suzano
- 21 km de Mogi das Cruzes
- 51 km da capital São Paulo
- 86 km de Santos
- 73 km de São José dos Campos

### Hidrografia
- Rio Tietê
- Rio Guaió
- Córrego Itaim
- Córrego Paredão
- Córrego Martinelli
- Córrego Campo Grande

### Formação geológica
Pré-Cambriano - Complexo Embu - migmatitos, gnaisses graníticos, micaxistos, meta-arenitos.
Terciário – Formação São Paulo – arenitos, argilas, folhelhos pirobetuminosos.
Quaternário - Aluviões fluviais - argila, areia, cascalho.

### Clima
O clima da cidade, como em toda a Região Metropolitana de São Paulo, é o subtropical. Verão pouco quente e chuvoso. Inverno ameno e subseco. A média de temperatura anual gira em torno dos 18 °C, sendo o mês mais frio julho (média de 14 °C) e o mais quente fevereiro (média de 21 °C). O índice pluviométrico anual fica em torno de 1475 mm.
| Dados climatológicos para Poá | Dados climatológicos para Poá | Dados climatológicos para Poá | Dados climatológicos para Poá | Dados climatológicos para Poá | Dados climatológicos para Poá | Dados climatológicos para Poá | Dados climatológicos para Poá | Dados climatológicos para Poá | Dados climatológicos para Poá | Dados climatológicos para Poá | Dados climatológicos para Poá | Dados climatológicos para Poá | Dados climatológicos para Poá |
| Mês                           | Jan                           | Fev                           | Mar                           | Abr                           | Mai                           | Jun                           | Jul                           | Ago                           | Set                           | Out                           | Nov                           | Dez                           | Ano                           |
| ----------------------------- | ----------------------------- | ----------------------------- | ----------------------------- | ----------------------------- | ----------------------------- | ----------------------------- | ----------------------------- | ----------------------------- | ----------------------------- | ----------------------------- | ----------------------------- | ----------------------------- | ----------------------------- |
| Temperatura máxima média (°C) | 25,4                          | 25,5                          | 24,8                          | 23,1                          | 21,3                          | 20,3                          | 19,6                          | 20,8                          | 21,6                          | 22,4                          | 23,4                          | 24,3                          | 22,7                          |
| Temperatura média (°C)        | 21                            | 21,1                          | 20,4                          | 18,4                          | 16,3                          | 15                            | 14,3                          | 15,5                          | 16,5                          | 17,7                          | 18,9                          | 19,8                          | 17,9                          |
| Temperatura mínima média (°C) | 16,6                          | 16,7                          | 16                            | 13,7                          | 11,4                          | 9,8                           | 9,1                           | 10,2                          | 11,5                          | 13                            | 14,4                          | 15,4                          | 13,2                          |
| Precipitação (mm)             | 235                           | 225                           | 183                           | 77                            | 62                            | 48                            | 38                            | 45                            | 82                            | 147                           | 138                           | 195                           | 1 475                         |
| Fonte: Climate-Data.org       |                               |                               |                               |                               |                               |                               |                               |                               |                               |                               |                               |                               |                               |

| Dados climatológicos para Poá (Cidade Kemel) | Dados climatológicos para Poá (Cidade Kemel) | Dados climatológicos para Poá (Cidade Kemel) | Dados climatológicos para Poá (Cidade Kemel) | Dados climatológicos para Poá (Cidade Kemel) | Dados climatológicos para Poá (Cidade Kemel) | Dados climatológicos para Poá (Cidade Kemel) | Dados climatológicos para Poá (Cidade Kemel) | Dados climatológicos para Poá (Cidade Kemel) | Dados climatológicos para Poá (Cidade Kemel) | Dados climatológicos para Poá (Cidade Kemel) | Dados climatológicos para Poá (Cidade Kemel) | Dados climatológicos para Poá (Cidade Kemel) | Dados climatológicos para Poá (Cidade Kemel) |
| Mês                                          | Jan                                          | Fev                                          | Mar                                          | Abr                                          | Mai                                          | Jun                                          | Jul                                          | Ago                                          | Set                                          | Out                                          | Nov                                          | Dez                                          | Ano                                          |
| -------------------------------------------- | -------------------------------------------- | -------------------------------------------- | -------------------------------------------- | -------------------------------------------- | -------------------------------------------- | -------------------------------------------- | -------------------------------------------- | -------------------------------------------- | -------------------------------------------- | -------------------------------------------- | -------------------------------------------- | -------------------------------------------- | -------------------------------------------- |
| Temperatura máxima média (°C)                | 25,4                                         | 25,4                                         | 24,7                                         | 23                                           | 21,2                                         | 20,2                                         | 19,5                                         | 20,8                                         | 21,6                                         | 22,4                                         | 23,3                                         | 24,2                                         | 22,6                                         |
| Temperatura média (°C)                       | 20,9                                         | 20,9                                         | 20,3                                         | 18,3                                         | 16,2                                         | 14,9                                         | 14,2                                         | 15,4                                         | 16,5                                         | 17,7                                         | 18,8                                         | 19,7                                         | 17,8                                         |
| Temperatura mínima média (°C)                | 16,4                                         | 16,5                                         | 15,9                                         | 13,6                                         | 11,3                                         | 9,7                                          | 9                                            | 10                                           | 11,4                                         | 13                                           | 14,3                                         | 15,3                                         | 13                                           |
| Precipitação (mm)                            | 233                                          | 223                                          | 179                                          | 73                                           | 58                                           | 46                                           | 36                                           | 43                                           | 77                                           | 140                                          | 133                                          | 191                                          | 1 433                                        |
| Fonte: Climate-Data.org                      |                                              |                                              |                                              |                                              |                                              |                                              |                                              |                                              |                                              |                                              |                                              |                                              |                                              |

## Demografia

### População
| Crescimento populacional                             | Crescimento populacional | Crescimento populacional | Crescimento populacional |
| Ano                                                  | População Total          |                          | %±                       |
| ---------------------------------------------------- | ------------------------ | ------------------------ | ------------------------ |
| 1950                                                 | 11 697                   |                          | —                        |
| 1958                                                 | 15 220                   |                          | 30,1%                    |
| 1960                                                 | 16 591                   |                          | 9,0%                     |
| 1970                                                 | 32 373                   |                          | 95,1%                    |
| 1980                                                 | 52 787                   |                          | 63,1%                    |
| 1991                                                 | 76 302                   |                          | 44,5%                    |
| 2000                                                 | 95 801                   |                          | 25,6%                    |
| 2010                                                 | 106 013                  |                          | 10,7%                    |
| 2022                                                 | 103 765                  |                          | −2,1%                    |
| Est. 2024                                            | 106 431                  | [ 19 ]                   | 2,6%                     |
| Fontes: Censos Demográficos IBGE e Estimativas SEADE |                          |                          |                          |

### Dados demográficos
- Mortalidade infantil até 1 ano (por mil): 10,9
- Expectativa de vida (anos): 71,06
- Taxa de fecundidade (filhos por mulher): 2,25
- Taxa de alfabetização: 94,31%
- Índice de Desenvolvimento Humano: 0,806
- IDH-M Renda: 0,726
- IDH-M Longevidade: 0,768
- IDH-M Educação: 0,925
- IDH-M Desenvolvimento infantil:[24] 0,821

(Fonte: IPEADATA)

## Política e administração

### Cidades-irmãs
- Teófilo Otoni - Lei nº 3.283/2008, de 10 de março de 2008.[25]

## Economia

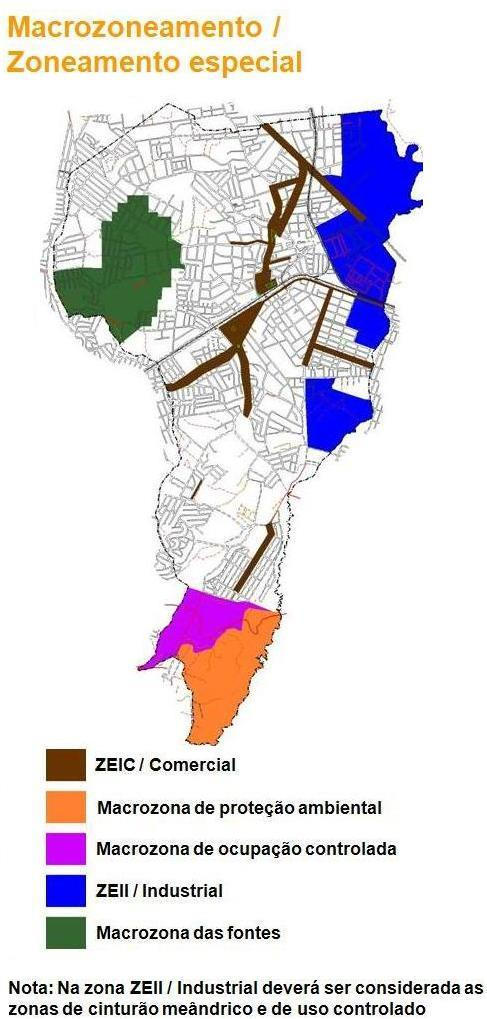
Macrozoneamento de Poá

Em 2010 houve a previsão, de acordo com o Índice de potencial de consumo, que os habitantes de Poá consumiriam R$1,4 bi. De acordo com o IPC Target, com o índice de 0,06408, Poá contribuirá com seis centavos a cada R$ 100,00 gastos no Brasil. Isso coloca o município na 74ª posição no ranking estadual. A cidade possui 32.623 domicílios e 31.813 carros emplacados. Cada poaense da área urbana deve consumir na cidade R$ 12.459,76 em 2010.

### Estratificação social
Dados de 2010:
|  | Classe                                                       | Quantidade de domicílios  | Total consumido na cidade |
|  | ------------------------------------------------------------ | ------------------------- | ------------------------- |
|  | A (renda per capita superior a R$ 6.550,00/mês)              | 1.441 domicílios (4,5%)   | 18,9%                     |
|  | B (renda per capita entre R$ 2.012,00/mês a R$ 6.549,00/mês) | 11.313 domicílios (35,1%) | 49,1%                     |
|  | C (renda per capita entre R$ 726,00/mês a R$ 2.011,00/mês)   | 14.853 domicílios (46,1%) | 27,5%                     |
|  | D (renda per capita entre R$ 484,00/mês a R$ 276,00/mês)     | 4.336 domicílios (13,5%)  | 4,1%                      |
|  | E (renda per capita abaixo de R$ 276,00/mês)                 | 230 domicílios (0,7%)     | 0,4%                      |
|  | Total                                                        | 32.623 domicílios         | 100%                      |

### Setores da economia

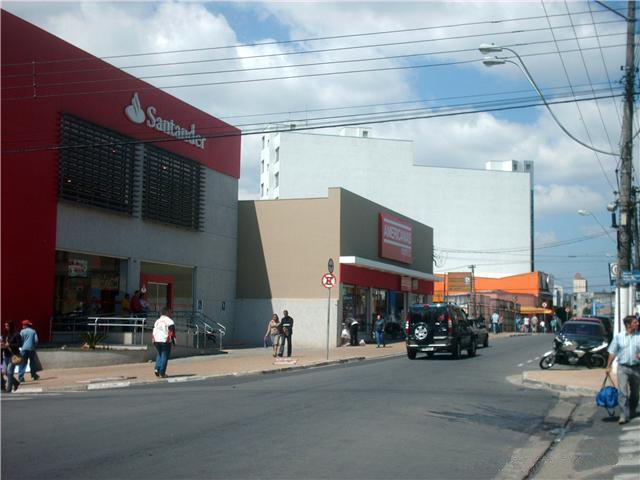
Trecho da Rua 9 de Julho.

O setor econômico de Poá tem várias atividades:
- Industrial: Depois que recebeu o título de estância hidromineral, ficou proibida a instalação de indústrias poluentes no território do município, isto na década de 1970, e as que já existiam passaram a ter que se adequar a uma legislação ambiental mais rígida, para ajudar a preservar os lençóis freáticos existentes na cidade. Esta mudança resultou na saída de algumas indústrias, mas mesmo assim Poá abriga indústrias de grande porte, dentre as quase 200 instaladas em seu território.
- Comercial: As principais ruas de comércio da cidade são a Rua 26 de Março e a Avenida 9 de Julho que ficam no Centro, abrigando a maioria das agências bancárias e "lojas-âncora" da cidade. Existem outros corredores comerciais como a Avenida Lucas Nogueira Garcez e a Avenida Getúlio Vargas, entre outras. A estimativa é que existam cerca de 2.000 instalações comerciais.
- Serviços: É o setor da economia que é mais presente na cidade. Existem várias leis de incentivo fiscal, e entre elas, e a que mais atrai empresas do gênero, é a redução do imposto sobre serviços de qualquer natureza (ISS), que possui alíquota bem abaixo do que na maioria das cidades. Enquanto a sua vizinha São Paulo (cidade que mais concentra empresa de serviços no Brasil), cobra alíquota de 5% para a maioria das atividades de serviço, em Poá cobra alíquota de 2%.[28] São mais de 20.000 prestadores de serviço, entre os quais se destacam as holding do Banco Safra (a Safra Leasing, instalada no centro) e do Banco Itaú (Itaú Administradora de Consórcios e Banco Itaucard, ambas instaladas na Vila das Acácias - também na região central) e a filial paulista da empresa de telemarketing TMKT.

Há ainda atividade hortifrutigranjeira, na pouca área rural que restou do município depois da disputa de territórios com Suzano nos anos 1950 e 60. O Turismo recomeçou a ser fomentado agora, no início dos anos 2000. Mesmo assim o principal evento feito no município, a Expoá, chega a atrair 350.000 pessoas em sete dias.

### Composição do PIB
Dados de 2006:
|  | Setor da economia | PIB (R$)      |
|  | ----------------- | ------------- |
|  | Agropecuária      | 545 mil       |
|  | Indústria         | 392 milhões   |
|  | Serviços          | 950,7 milhões |
|  | Impostos          | 602,6 milhões |
|  | Total             | 1,946 bilhão  |

## Infraestrutura

### Educação

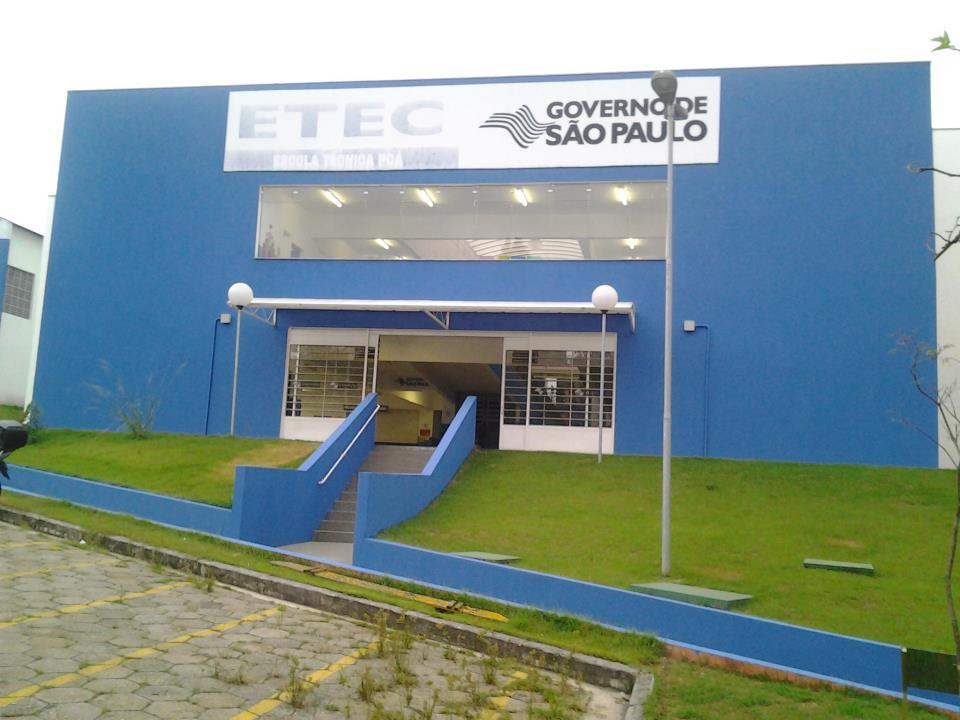
Prédio da Escola Técnica Estadual de Poá, na Vila Açoreana.

Há diversas escolas instaladas na cidade, de nível municipal, estadual, particular e administradas por organizações não-governamentais. Dentre elas, destacam-se a unidade do SESI, localizado na Vila Perracine, o Napes – Núcleo de Apoio Pedagógico Especializado – que faz a inclusão em salas normais de aula dos alunos com diversos tipos de deficiência, localizado na Vila Áurea, e a ETEC de Poá - Escola Técnica Estadual de Poá -, que começou suas atividades no segundo semestre do ano de 2009, sendo inaugurada em 5 de Outubro do mesmo ano. Destaca-se ainda a qualidade das escolas municipais, em especial a EMEB Estância Hidromineral de Poá, que atende ao fundamental II e está entre as melhores escolas de São Paulo, segundo o IDEB. A implantação da ETEC foi uma parceria dos governos municipal e estadual, onde foram investidos R$1,5 milhão. São oferecidos cursos técnicos e ensino médio regular. Na época da inauguração, o prédio da ETEC de Poá foi considerado pelo Centro Paula Souza, "um dos melhores da rede". A média de candidatos do ensino médio na ETEC de Poá em 2012 foi de 11,24 candidatos por vaga.

### Sistema viário

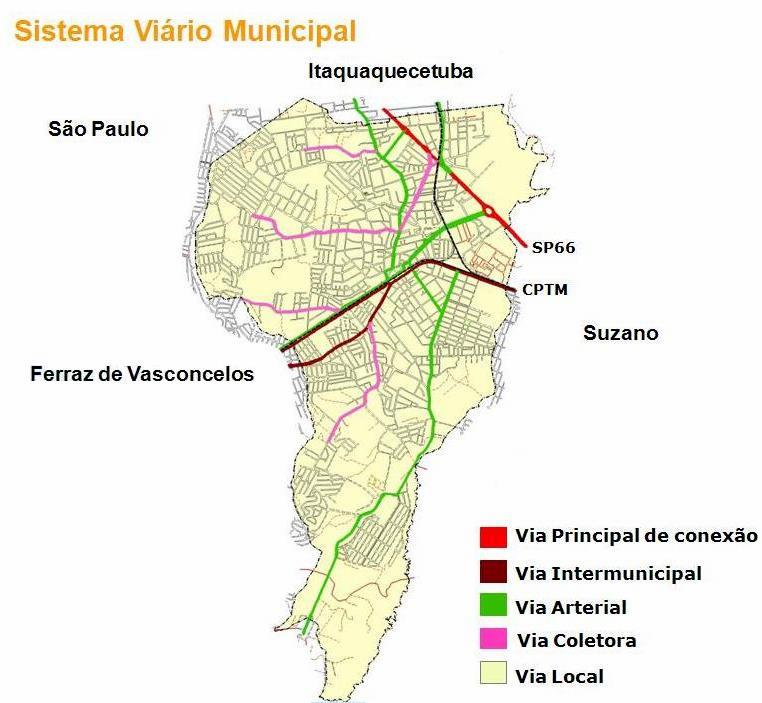
Mapa com a representação do sistema viário de Poá.

O sistema viário de Poá é composto por vias locais e arteriais. A via de maior fluxo é a Rodovia Henrique Eroles. Diversas avenidas fazem a ligação entre os bairros, assim como para municípios vizinhos. A maioria possui pista simples, mas há vias duplicadas como a Nove de Julho e Getúlio Vargas. No centro, a maioria das ruas são estreitas e de mão única. Em grande parte dos cruzamentos, ao invés de se utilizar semáforos, foram criadas rotatórias, e assim reduzindo ou mesmo eliminando a necessidade de instalação desses equipamentos eletrônicos que acabam por gerar lentidão no trânsito toda vez que interrompem o tráfego de veículos. Para a transposição da via férrea, Poá conta há mais de 30 anos com dois viadutos, um no centro, sobre a linha 11, e outro na zona industrial, sobre a linha 12.
Com inauguração prevista para 2014, o trecho leste do Rodoanel Mário Covas, provocará alterações no volume de veículos que transitam pela cidade. O único acesso a rodovia (com exceção das interligações com as outras rodovias), ficará em Poá, onde haverá a interligação com a SP-66 e saída para o município de Suzano e a instalação de praças de pedágio. Com isso já estão em estudo alterações no sistema viário, como a construção de um terceiro viaduto.

### Transportes
- Estação Poá, pertencente à Linha 11 - Coral.
- Estação Calmon Viana, pertencente às linhas 11 - Coral e 12 - Safira.

### Comunicações
O sistema de telefones automáticos foi inaugurado na cidade em 1973 pela Telecomunicações de São Paulo (TELESP). Logo após o sistema telefônico passou a ser administrado e operado pela sua subsidiária Companhia Telefônica da Borda do Campo (CTBC), que implantou em 1976 o sistema de discagem direta à distância (DDD) com o código de área (011). Anteriormente a cidade era atendida pela Companhia Telefônica Brasileira (CTB).

## Cultura e lazer
|                                                      |  |                                  |
| Exposição de Orquídeas e Plantas Ornamentais de Poá. |  | O Teatro Municipal Turíbio Ruiz. |

Poá tem uma forte vocação turística, embora este setor da economia ainda não seja a principal atividade do município. O setor começou a ser fomentado atualmente, no início dos anos 2000. Mesmo assim o principal evento feito no município, a Expoá, chega a atrair 300.000 pessoas em cinco dias.

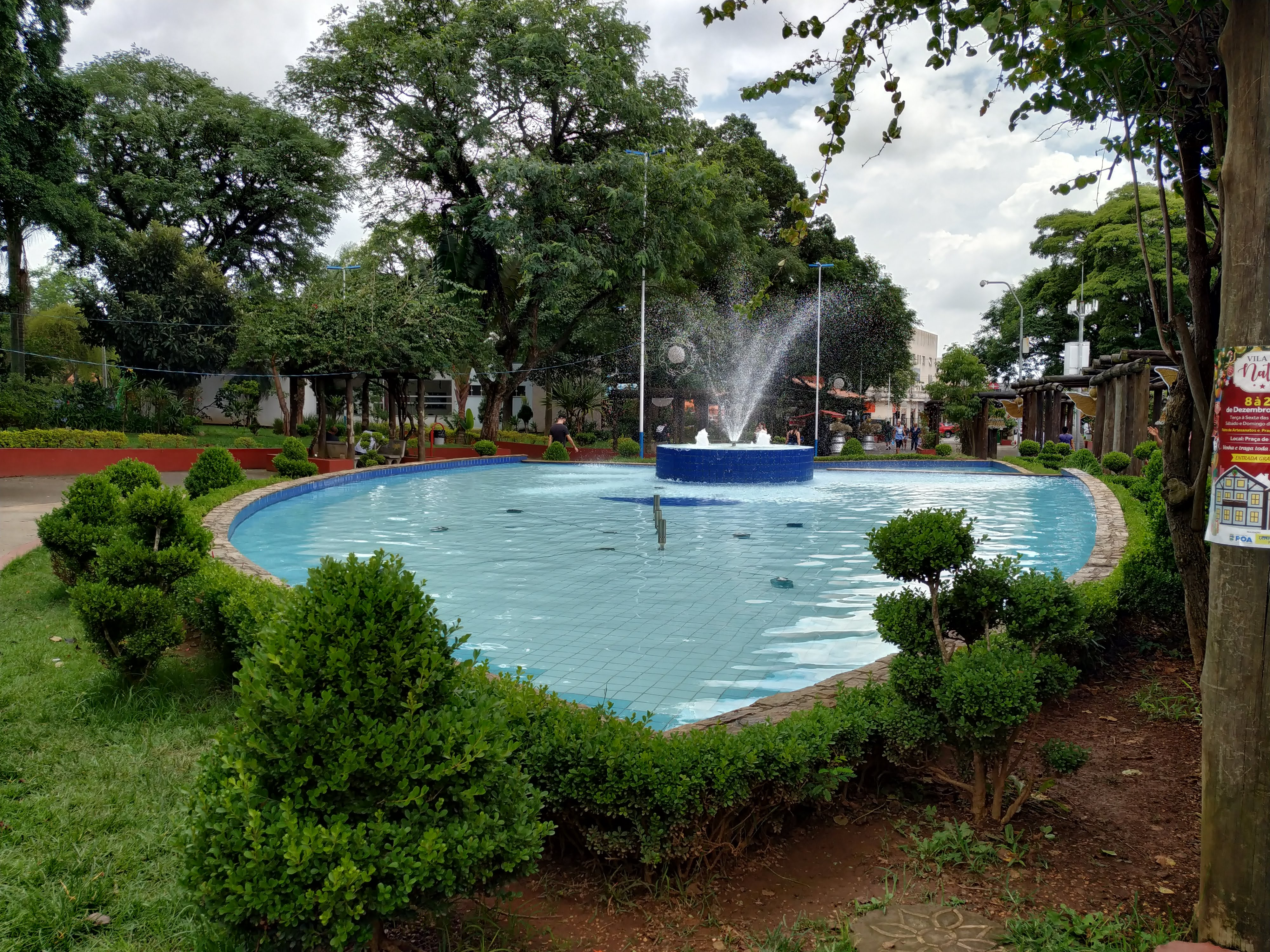
Praça da Bíblia, em dezembro de 2018.

A cidade também conta com diversos espaços culturais, como o Teatro Municipal Turíbio Ruiz (inaugurado em 2016), o Centro Cultural Casa da Estação (que abriga a Biblioteca Municipal desde de 2012), o Pavilhão de Exposições Prefeito José Massa, na Praça de Eventos Lucília Gomes Felippe, o Centro Municipal de Dança e o Centro Municipal de Música. O cenário cultural independente também é forte na cidade, nos quais se destacam o Espaço Cultural Opereta e o Fórum Hip-Hop Poaense. A cidade também possui um Conselho Municipal de Cultura.
As diversas praças existentes dentro dos bairros e na região central também são opções de lazer. As praças da Bíblia e de Eventos, por exemplo, funcionam como parques, pois contam equipamentos para recreação, como playgrounds, sanitários e segurança interna. Também há vários locais destinados á prática de esportes, que foram construídos a partir da emancipação. O ginásio municipal por exemplo, localizado na Vila Áurea, teve sua construção iniciada em 25 de Janeiro de 1957, pelo governo estadual.
São oferecidos cursos gratuitos de ginástica rítmica, futsal, vôlei de areia, capoeira, boxe, voleibol, basquete, judô, karatê, handbol, entre outros, no próprio ginásio municipal e em núcleos esportivos instalados nos bairros, como os da Vila Júlia, Vila Varela e do Jardim São José.
Esporadicamente são organizadas competições esportivas nos diversos campos existentes na cidade, como nos dos bairros  Tereza Palma, Jardim América, Jardim Santa Helena, Vila Julieta, Vila Júlia, no Bosque da Nova Poá, Vila Monteiro e Calmon Viana, em conjunto com as sociedades amigos de bairro. Ocorrem também encontros de capoeiristas, desafio de vôlei de praia, batalha de futsal, streetball, entre outros. A pista de skate criada em 2000, está instalada ao lado do viaduto no Centro, fica aberta ao público e recebe campeonatos anualmente.
Também existe uma série de associações desportivas legalmente registradas em Poá. Três clubes destacam-se pela sua antiga fundação e participação dentro da comunidade: o Esporte Clube XI Paulista, a Associação Atlética Poaense e o Esporte Clube Concórdia Poaense, além de outras associações como o Rotary Club e o Lions Club.

## Religião

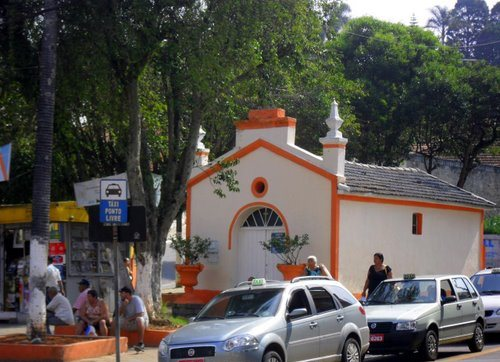
Capela Santo Antônio, na Rua 9 de Julho.

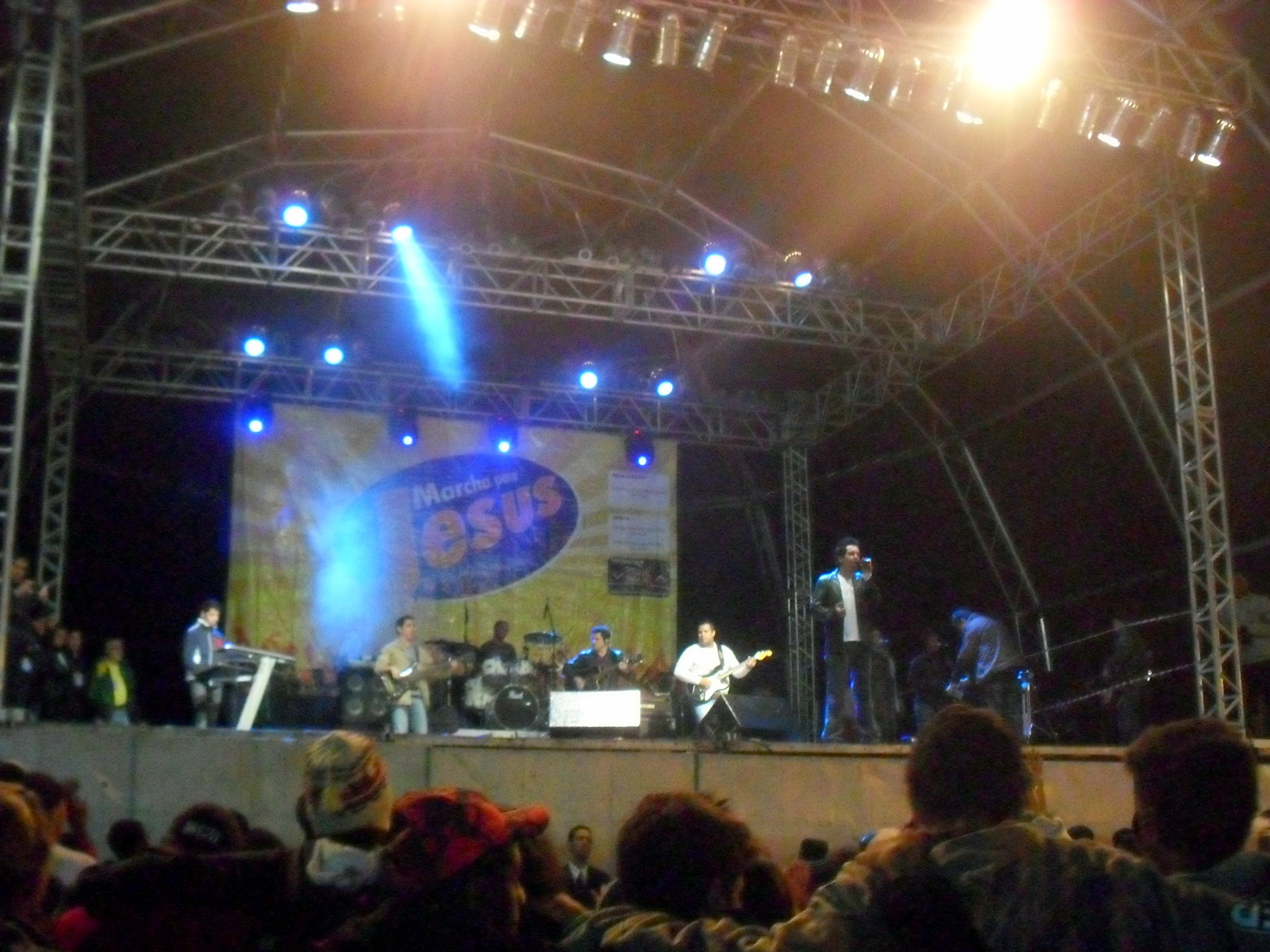
Marcha para Jesus, evento gospel.

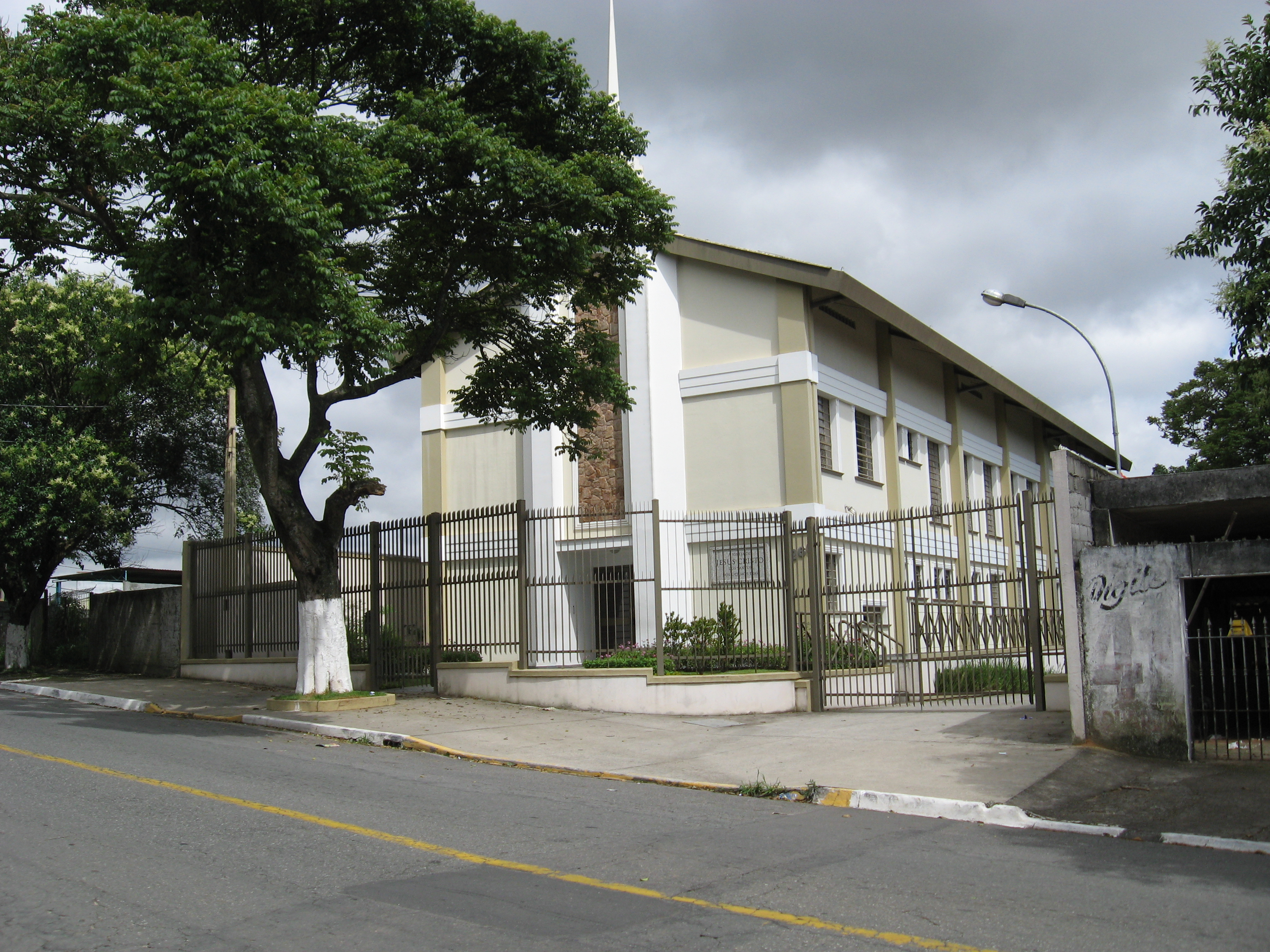
Capela Mórmon, na Vila Júlia.

Poá é uma cidade religiosamente diversa, entretanto com maioria cristã, sendo sua maior parte católica. Há igrejas e templos de diversas religiões, com a predominância das igrejas Católicas e Protestantes que foram sendo construídas ao longo dos anos.
O Cristianismo se faz presente na cidade da seguinte forma:

### Igreja Católica
- A igreja faz parte da Diocese de Mogi das Cruzes.[40]

Pelo tempo de existência, destacam-se três templos católicos:
Capela de Santa Cruz
Fundado em 1910, é uns dos primeiros templos religiosos de Poá. Ela foi construída em um terreno da Chácara dos Vianas, mais precisamente onde hoje está a portaria do Abrigo Batuíra, na Rua 26 de Março. Era uma pequena capela de Pau-a-pique dedicada ao culto de Santa Cruz. Antonio Bueno, proprietário de terras na antiguidade, foi seu fiel devoto e zelador. Não consta nenhuma referência em documentos do autor da construção da capela, mas presume-se que seja dona Albina Maria de Jesus, antiga proprietária daquelas terras. A primeira referência em documentos que faz a capela está citada num documental de 8 de julho de 1913, no qual Domingos Peres efetua venda de terreno a Salvador Alcassoto. Diz o seguinte: "Um terreno situado na estação de Poá, desta Comarca de Mogi das Cruzes, fazendo frente para o Largo de Santa Cruz, medindo 13 metros de frente mais ou menos, dividindo pela seguinte maneira: por um lado com Antonio Cardoso do Nascimento, por outro lado com os mesmos vendedores pelos fundos com João Romariz e pela frente com Largo de Santa Cruz, terreno este cercado de arame pela frente".
Igreja Matriz (Capela de Nossa Senhora de Lourdes)
Muito antes da expansão demográfica de Poá se pensou em construir um templo religioso católico. O subdelegado Sebastião Ferreira dos Santos, foi quem doou o terreno para a obra da capela. Algum tempo depois religiosos poaenses se reuniram, juntaram suas economias e angariações e levantaram o templo religioso da comunidade. No dia 27 de junho de 1916, na Matriz de Itaquá, foi passada a provisão anual para celebração da missa em favor da Capela de Nossa Senhora de Lourdes. Naquela época a povoação contava com 9 casas comerciais na vizinhança da estação e poucas residências esparsas, sendo administrada pelo fiscal de Mogi das Cruzes, Benedito José de Faria. Em 14 de novembro de 1917, inaugurou-se a Capela-mor para onde vinham padres redentoristas para administrá-la provenientes de Itaquaquecetuba e Penha de França, em São Paulo. Foi construída com verbas provenientes de quermesses, leilões e tido a colaboração de oleiros, pedreiros, comerciantes e sitiantes. Por volta de 1923 a Capela de Nossa Senhora de Lourdes foi agraciada com uma escadaria de pedra trabalhada, por doação de Benjamin Avelar. Com seu desenvolvimento, em 23 de novembro de 1924, fundou-se o Apostolado da Oração.
Capela de Santo Antônio
Apesar da existência da Capela de Nossa Senhora de Lourdes, os moradores do lado de baixo da estação ferroviária decidiram fundar um outro templo Católico no povoado: a Capela de Santo Antônio. Consta, que teria sido recebido previsão da celebração de missa no dia 6 de junho de 1923. Reconstruída entre as décadas de 1920 a 1930 passou a denominar-se Capela de Santo Antônio, homenagem ao padroeiro do matrimônio. A reforma que a transformou até o estado atual, além da ajuda de várias famílias religiosas teve a participação de Vicente Guida, que lá introduziu as imagens de Santo Antônio e São Vicente de Paulo.
Padre Eustáquio
Eustáquio van Lieshout, mais conhecido como Padre Eustáquio, foi o primeiro pároco da Paróquia de Nossa Senhora de Lourdes de Poá, criada em 11 de fevereiro de 1935. Consta um documento escrito, que reflete suas primeiras impressões do povoado de Poá:
"Da Estação sai uma rua estreitinha, cheia de um casario anacrônico, velhas casas dos tempos de antanho. E a vila se resume nessa rua incolor, despida de qualquer interesse, morta, sem nenhuma vivacidade". "Carros de Bois passam lerdos transportando verduras dos sítios das redondezas. E lá no fim da ruela, numa elevação de terreno dominando toda a paisagem recortada de morros azulados, ergue-se o templo de Poá: Nossa Senhora de Lourdes". Na época, Poá tinha 3 mil habitantes, sendo que a maioria trabalhava na Capital e o restante dedicava-se a agricultura.
Antes da elevação à categoria de Paróquia e da vinda de Padre Eustáquio, a igreja servia de local para piqueniques a turistas e excursionistas paulistanos. Há testemunhos vivos e documentação escrita no Vaticano para a beatificação de Padre Eustáquio em razão de seu trabalho realizado entre os pobres, necessitados e doentes. Sua fama de milagreiro estendeu-se pelo Brasil e pelo mundo, divulgando paralelamente o nome da cidade de Poá.
Desde sua infância, tinha sido um grande devoto de Nossa Senhora de Lourdes, na Holanda e em Romaria - MG, ergueram-lhe uma gruta, imitação da original da França. Por isso que se entusiasmo pela gruta poaense. E pela pregação das devoções a Lourdes e São José, a gruta passou a atrair multidões. O espírito apostólico desse vigário, e sua paternal bondade com o próximo e suas virtudes sacerdotais, com surpresa também para ele, criaram-lhe fama e projetaram-lhe o nome muito para além do estreito círculo de seus paroquianos, mais por meio deles, por toda São Paulo e Brasil afora. Dentro em pouco, circulavam notícias de curas obtidas por meio da água da gruta, de aplicação do "bentinho" de São José e principalmente pelas orações e bênçãos do Padre Eustáquio. Entretanto a água milagrosa era pouca e os interessados muitos; por isso não teve outra solução, a não ser suprir a ausência da água de Lourdes por água que o próprio Padre Eustáquio benzia. Padre Eustáquio viveu em Poá entre 15 de fevereiro de 1935 e 13 de maio de 1941

### Igrejas Evangélicas
Entre as igrejas protestantes históricas, pentecostais e neopentecostais, encontram-se na cidade:
- Assembleia de Deus Ministério do Belém.[43][44]
- Congregação Cristã no Brasil.[45]